# Thalera bupleuraria
Thalera bupleuraria är en fjärilsart som beskrevs av Ignaz Schiffermüller 1775. Thalera bupleuraria ingår i släktet Thalera och familjen mätare. Inga underarter finns listade i Catalogue of Life.